# Deutsche Bank Polska
Deutsche Bank Polska S.A. (d. Bank Współpracy Regionalnej, Deutsche Bank 24, Deutsche Bank PBC) – bank komercyjny i inwestycyjny z siedzibą w biurowcu Focus przy al. Armii Ludowej 26 w Warszawie. Od 2018 obsługuje wyłącznie klientów korporacyjnych oraz indywidualnych w zakresie posiadanych kredytów hipotecznych w walutach obcych.

## Historia

### Bank Współpracy Regionalnej (1991–2001)
Został założony w 1991 w Krakowie, działalność rozpoczął w roku następnym.
W 1994 bank wszedł na Giełdę Papierów Wartościowych w Warszawie (GPW). Obrót akcjami został zawieszony w 1999.
W latach 1994–1999 bank był właścicielem BWR Banku Secesyjnego, który został sprzedany spółce DaimlerChrysler Services (debis AG).
Od 1999 bankiem zarządzał zarząd komisaryczny. W 2000 bank przejął znajdujący się w trudnej sytuacji BWR Real Bank S.A., którego zezwolenie na prowadzenie działalności zostało zawieszone przez Komisję Nadzoru Bankowego. W tym czasie posiadał 44 placówki. W 2000 został przejęty przez Deutsche Bank AG.

### Deutsche Bank 24 / Deutsche Bank PBC (2001–2014)

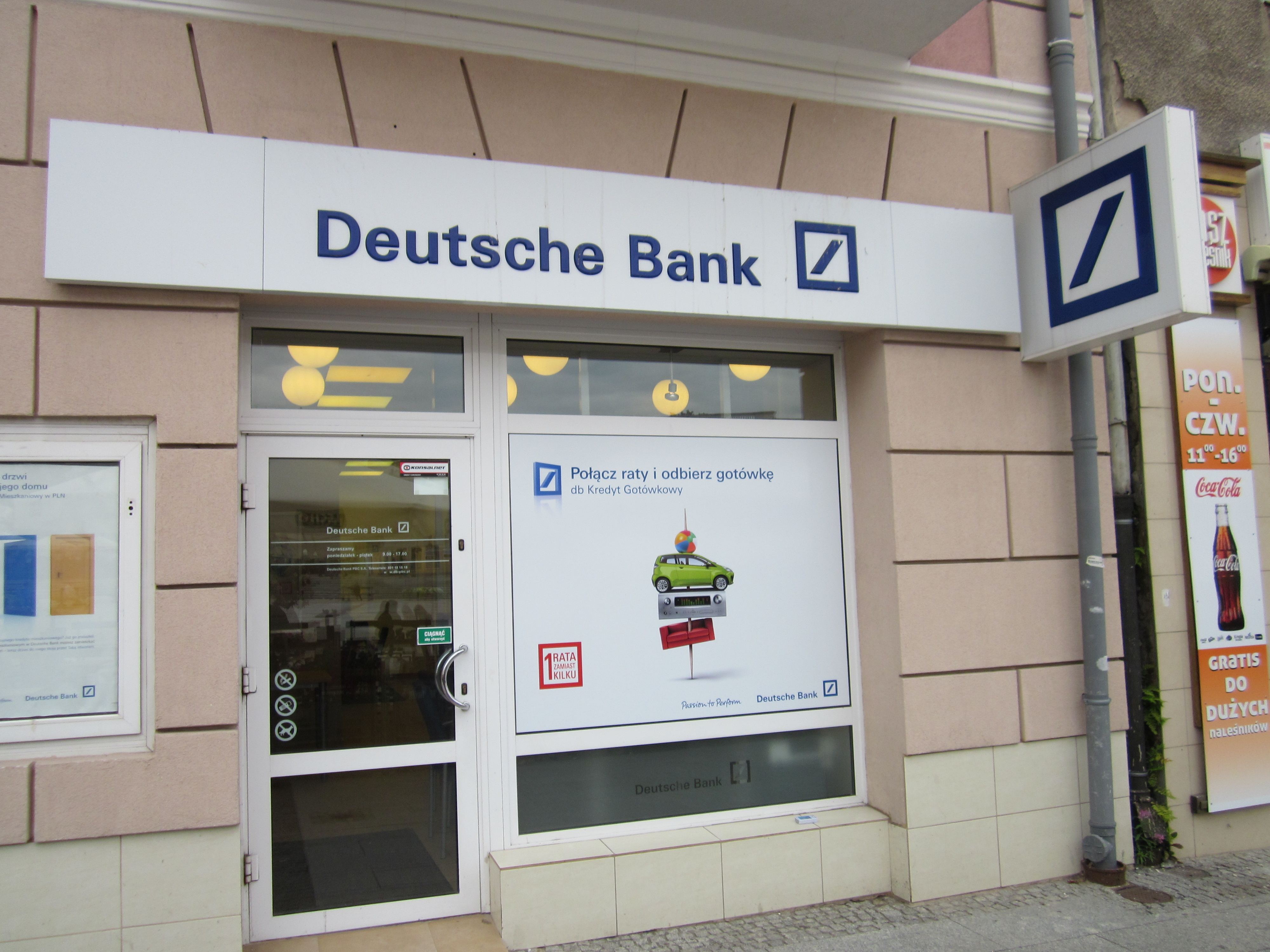
Oddział banku w Białymstoku (2013)

W 2001 bank dwukrotnie zmieniał właściciela w ramach grupy kapitałowej DB: w lipcu Deutsche Bank AG odkupił wszystkie akcje od Deutsche Bank Polska, a następnie sprzedał je w sierpniu do Deutsche Bank 24 AG. Nazwę banku zmieniono na Deutsche Bank 24 S.A. (DB24). Bank koncentrował się na oferowaniu produktów i usług klientom detalicznym oraz małym i średnim przedsiębiorstwom oraz samorządom. Bank przejął również portfel kredytów hipotecznych z siostrzanego banku Deutsche Bank Polska.
W 2002 prezesem zarządu banku został Marek Kulczycki.
W 2003 nastąpiła zmiana nazwy na Deutsche Bank PBC S.A.
W 2005 bank został wycofany z obrotu na GPW, a siedzibę banku przeniesiono do Warszawy.
W 2007 bank uruchomił markę handlową dbkredyt, która posiadała osobną sieć placówek i skoncentrowana była na segmencie consumer finance.
W 2009 Kulczyckiego na stanowisku prezesa zarządu zastąpił Leszek Niemycki.
We wrześniu 2012 zarząd Deutsche Bank AG podjął decyzję o połączeniu obu działających w Polsce banków – Deutsche Bank Polska SA oraz Deutsche Bank PBC SA w celu utworzenia silnego banku uniwersalnego, obsługującego wszystkie segmenty klientów. 31 stycznia 2014 r. nastąpiło połączenie obydwu banków, które od tej pory funkcjonują już jako jedno przedsiębiorstwo pod nazwą Deutsche Bank Polska S.A.

### Deutsche Bank Polska (2014–2018)
Deutsche Bank Polska rozpoczął działalność w 1995 na mocy zezwolenia prezesa Narodowego Banku Polskiego, jako bank specjalizujący się w bankowości korporacyjnej i inwestycyjnej skierowanej do średnich i dużych przedsiębiorstw, koncernów międzynarodowych oraz instytucji finansowych. Wcześniej, w latach 1990–1995 grupa kapitałowa Deutsche Bank AG funkcjonowała w Polsce poprzez przedstawicielstwo.
We wrześniu 2012 zarząd Deutsche Bank AG podjął decyzję o połączeniu obu działających w Polsce banków, Deutsche Bank Polska oraz Deutsche Bank PBC, w celu utworzenia silnego banku uniwersalnego, obsługującego wszystkie grupy potencjalnych klientów. 31 stycznia 2014 r. nastąpiło formalne przejęcie Deutsche Bank Polska przez Deutsche Bank PBC i zmiana nazwy tego drugiego na Deutsche Bank Polska.
W 2017 ogłoszono zawarcie transakcji sprzedaży zorganizowanej części banku do Banco Santander, właściciela Banku Zachodniego WBK (od września 2018 Santander Bank Polska).

### Deutsche Bank Polska (od 2018)
9 listopada 2018 Sąd Rejonowy dla m. st. Warszawy w Warszawie, XII Wydział Gospodarczy Krajowego Rejestru Sądowego dokonał rejestracji podwyższenia kapitału zakładowego Santander Bank Polska SA w związku z podziałem Deutsche Bank Polska SA. Tym samym, Santander Bank Polska SA wstąpił z mocy prawa w prawa i obowiązki Deutsche Bank Polska SA związane z częścią wydzielaną, obejmującą bankowość detaliczną i bankowość dla przedsiębiorstw, wraz z domem maklerskim DB Securities SA, z wyłączeniem portfela kredytów mieszkaniowych oraz pożyczek hipotecznych, denominowanych w walutach obcych i klientów korporacyjnych. 10 listopada 2018 klienci wydzielonej części, stali się klientami Santander Bank Polska SA.
Po rejestracji podziału banku, Deutsche Bank Polska S.A. świadczy usługi w zakresie bankowości inwestycyjnej i korporacyjnej, w tym globalnej bankowości transakcyjnej, obsługując polskich i zagranicznych klientów korporacyjnych, instytucje finansowe i sektor publiczny. Bank obsługuje także posiadaczy walutowych kredytów i pożyczek zabezpieczonych hipotecznie.
W 2019 roku prezes i wiceprezes Banku – Krzysztof Kalicki i Leszek Niemycki opuścili zarząd Deutsche Bank Polska SA w związku z powołaniem na członków rady nadzorczej spółki. Na stanowiskach w zarządzie zastąpili ich odpowiednio Tomasz Kowalski i Magdalena Rogalska, dotychczasowi członkowie zarządu.

## Struktura własnościowa
| Akcjonariusz     | Liczba akcji  | % głosów na Walnym Zgromadzeniu Akcjonariuszy |        |
| ---------------- | ------------- | --------------------------------------------- | ------ |
| Deutsche Bank AG | 2 651 449 384 | 100%                                          | [ 29 ] |
| Razem            | 2 651 449 384 | 100%                                          | [ 29 ] |

## Zarząd banku
W skład zarządu Deutsche Bank Polska wchodzą (stan na 03 czerwca 2022):
- Tomasz Kowalski – prezes zarządu
- Magdalena Rogalska – wiceprezes zarządu
- Zbigniew Bętkowski – członek zarządu
- Piotr Gemra – członek zarządu
- Piotr Pawłowski – członek zarządu